# Миргородський район (1923—2020)
Миргоро́дський райо́н — колишній район України в центральній частині Полтавської області України з адміністративним центром у місті Миргород, який існував протягом 1923—2020 років і був ліквідований під час Адміністративно-територіальної реформи в Україні.

## Географія
Миргородський район займає площу в 1,53 тис. км². і є 4-м за цим показником в Полтавській області. Кількість населення становить 38 тис. осіб. Сільськогосподарські угіддя займають 124, 5 тис. га, причому на ріллю припадає 97,7 тис. га, на ліси та лісовкриті площі — 17, 8 тис. га, площа водного дзеркала — 2,1 тис. га.
Територією району протікає 6 річок, найбільші з них: Псел, що протягся на 39 км, та Хорол, що тягнеться впродовж 91 км. Район розташований у лісостеповій фізико-географічній зоні.

## Промисловість
Район багатий на корисні копалини. В межах району виявлені нафта, газ, буре кам'яне вугілля, торф, кам'яна сіль. Одним із перших нафто-газоконденсатних родовищ було Великосорочинське. Будівельні матеріали представлені запасами гіпсу, пісковика, каоліновими і гончарними глинами, гравієм, що залягають на першій надпойменній терасі річки Псел між Великими Сорочинцами і Матяшівкою.

## Населення
Розподіл населення за віком та статтю (2001):
| Стать | Всього | До 15 років | 15-24 | 25-44 | 45-64 | 65-85 | Понад 85 |
| --- | ------ | ----------- | ----- | ----- | ----- | ----- | -------- |
| Чоловіки | 18 474 | 3298        | 2251  | 5138  | 4628  | 3040  | 119      |
| Жінки | 22 672 | 3155        | 2120  | 4963  | 5361  | 6310  | 763      |
| \| Статево-вікова піраміда \| Статево-вікова піраміда \| Статево-вікова піраміда \| \| ----------------------- \| ----------------------- \| ----------------------- \| \| Чоловіки \| Вік \| Жінки \| \| 119 \| 85 + \| 763 \| \| 240 \| 80-84 \| 923 \| \| 722 \| 75-79 \| 1835 \| \| 1126 \| 70-74 \| 2079 \| \| 952 \| 65-69 \| 1473 \| \| 1553 \| 60-64 \| 2052 \| \| 760 \| 55-59 \| 1032 \| \| 1109 \| 50-54 \| 1194 \| \| 1206 \| 45-49 \| 1083 \| \| 1402 \| 40-44 \| 1287 \| \| 1314 \| 35-39 \| 1263 \| \| 1215 \| 30-34 \| 1205 \| \| 1207 \| 25-29 \| 1208 \| \| 979 \| 20-24 \| 978 \| \| 1272 \| 15-20 \| 1142 \| \| 1367 \| 10-14 \| 1289 \| \| 1127 \| 5-9 \| 1079 \| \| 804 \| 0-4 \| 787 \| |        |             |       |       |       |       |          |
| Статево-вікова піраміда |        |             |       |       |       |       |          |
| Чоловіки | Вік    | Жінки       |       |       |       |       |          |
| 119 | 85 +   | 763         |       |       |       |       |          |
| 240 | 80-84  | 923         |       |       |       |       |          |
| 722 | 75-79  | 1835        |       |       |       |       |          |
| 1126 | 70-74  | 2079        |       |       |       |       |          |
| 952 | 65-69  | 1473        |       |       |       |       |          |
| 1553 | 60-64  | 2052        |       |       |       |       |          |
| 760 | 55-59  | 1032        |       |       |       |       |          |
| 1109 | 50-54  | 1194        |       |       |       |       |          |
| 1206 | 45-49  | 1083        |       |       |       |       |          |
| 1402 | 40-44  | 1287        |       |       |       |       |          |
| 1314 | 35-39  | 1263        |       |       |       |       |          |
| 1215 | 30-34  | 1205        |       |       |       |       |          |
| 1207 | 25-29  | 1208        |       |       |       |       |          |
| 979 | 20-24  | 978         |       |       |       |       |          |
| 1272 | 15-20  | 1142        |       |       |       |       |          |
| 1367 | 10-14  | 1289        |       |       |       |       |          |
| 1127 | 5-9    | 1079        |       |       |       |       |          |
| 804 | 0-4    | 787         |       |       |       |       |          |

Національний склад населення за даними перепису 2001 року:
| Національність | Кількість осіб | Відсоток |
| -------------- | -------------- | -------- |
| українці       | 39987          | 97,18%   |
| росіяни        | 1498           | 2,27%    |
| білоруси       | 60             | 0,15%    |
| вірмени        | 33             | 0,08%    |
| молдовани      | 28             | 0,07%    |
| інші           | 107            | 0,26%    |

Мовний склад населення за даними перепису 2001 року:
| Мова       | Кількість осіб | Відсоток |
| ---------- | -------------- | -------- |
| українська | 40113          | 97,48%   |
| російська  | 953            | 2,32%    |
| вірменська | 23             | 0,06%    |
| білоруська | 17             | 0,04%    |
| молдовська | 12             | 0,03%    |
| інші       | 30             | 0,07%    |

## Політика
25 травня 2014 року відбулися Президентські вибори України. У межах Миргородського району було створено 45 виборчих дільниць. Явка на виборах складала — 65,86% (проголосували 17 727 із 26 915 виборців). Найбільшу кількість голосів отримав Петро Порошенко — 54,37% (9 639 виборців); Олег Ляшко — 15,63% (2 770 виборців), Юлія Тимошенко — 13,47% (2 387 виборців), Анатолій Гриценко — 3,80% (674 виборців), Сергій Тігіпко — 2,72% (483 виборців). Решта кандидатів набрали меншу кількість голосів. Кількість недійсних або зіпсованих бюлетенів — 1,17%.

## Пам'ятки
- Пам'ятки монументального мистецтва Миргородського району
- Пам'ятки історії Миргородського району

## Персоналії
- Микола Гоголь — всесвітньо відомий український письменник
- Василь Капніст — письменник, громадський діяч
- Володимир Кабачок — видатний бандурист
- Олег Зуєвський — професор
- Михайло Воскобійник — науковець, політик і президент Українського уряду в екзилі
- Петро Дяченко — командир полку Чорних Запорожців
- Олена Звичайна — письменниця
- Теодор Мацьків — історик, науковець
- Петро Миколенко — курінний УПА
- Олександер (Биковець) — архієпископ
- Олексій Воскобійник — меценат
- Стасенко Михайло — наїзник міжнародного класу.